# Босулаев, Анатолий Федотович
Анатолий Федотович Босулаев (1904 — 1964) — русский и советский художник кино, художник-постановщик и режиссёр. Заслуженный деятель искусств РСФСР (1956). Народный художник РСФСР (1963).

## Биография
Родился 2 июня 1904 года в городе Харькове.
В 1924 году окончил  Харьковское государственное художественное училище и в 1925 году — художественную мастерскую при Харьковской организации Пролеткульт.
С 1925 года начал работать художником-оформителем спектаклей в 1-м Харьковском рабочем театре. С 1929 года работал художником в таких театрах как Театр Ленинградского областного совета профессиональных союзов, Большом драматическом театре в Ленинграде и в Московском драматическом театре имени ВЦСПС, Малом театре и в Театре имени Е. Б. Вахтангова. С 1951 по 1964 год А. Ф. Босулаев работал главным художником Ленинградского государственного академического театра драмы имени А. С. Пушкина. 
Наиболее значимые художественные работы в документальных фильмах и спектаклях А. Ф. Босулаева: как режиссёр — 1944 год — Родные поля, как художник 1941 год — «Непобедимые»; художник-постановщик — 1925 год — спектакль «Мандат», 1932 год — «Разгром» А. А. Фадеева (ЛОСПС) и «Матросы из Катарро» Ф. Вольфа (МТ ВЦСПС), 1939 год — «Дачники» М. Горького (БДТ), 1946 год — «Победители» Б. Ф. Чирскова, 1955 год — «Оптимистическая трагедия» В. В. Вишневского и «Пучина» А. Н. Островского, 1956 год — «Игрок» по Ф. М. Достоевскому (ЛГАТД
имени А. С. Пушкина), 1957 год — «Вечный источник» Д. И. Зорина (Малый театр) и «Город на заре» А. Н. Арбузова (Театр имени Е. Б. Вахтангова).
В 1956 году Указом Президиума Верховного Совета РСФСР А. Ф. Босулаеву было присвоено почётное звание — Заслуженный деятель искусств РСФСР, в 1963 году — Народный художник РСФСР.
Умер 23 апреля 1964 года в городе Ленинграде и был похоронен на Богословском кладбище.

## Награды
- Орден Знак Почёта (14.04.1944 — «за успешную работу в области советской кинематографии в дни Отечественной войны и выпуск высокохудожественных картин»)

### Звания
- Народный художник РСФСР (1963 — «за большие  заслуги  в  области  искусства»)
- Заслуженный деятель искусств РСФСР (1956)